# 内藤玲
内藤 玲（ないとう りょう、1974年6月22日 - ）は、日本の男性声優、舞台俳優。尾木プロ THE NEXT所属。兵庫県芦屋市・大阪府出身。

## 略歴
大阪府出生、兵庫県芦屋市育ち。
最初に声優になろうと考えたのは、高校生の時だったが、あまり主体的に決めたわけでもなかったという。
当時から2012年時点に至るまでF1レースが好きで、3年生になり進路を決めなければいけない時には、自動車整備の専門学校に行こうとまで思っていたという。担任の教師にも報告していたが、「もうちょっとちゃんと考えてみよう、自分が1番興味あることって本当にそこだろうか」と思っていたという。その時、アニメ、声優のことが頭に浮かび、アニメに詳しい同級生がおり、職業としての声優のことまで色々教えてもらい、興味が湧いていたという。
声優がパーソナリティを務めていたラジオ番組を聴いたりもしていたという。「そうだ、この道があった」という気持ちになり、声優養成の専門学校の資料を取り寄せていたという。その時はアニメや声優の仕事の実態はよく分かっておらず、アニメ作品にそれほど詳しくなく、「学校に行く」と決めてから、徐々に勉強していった感じだという。
親に「この学校に行こうと思う」と伝えていたところ、「ああ、テレビやん、ええよ。行き行き！」と言ってもらえたという。
代々木アニメーション学院大阪校卒業後、舞台をしようと劇団アルターエゴに入った。その時は「自分がやりたいのは結局お芝居なんだ」と気づいたからである。2012年時点では、舞台に立ちながら声優の仕事もするという形を続けているという。

## 人物
役柄としてはこれまで、かなり作り込んだ声の役を演じることが多かった。しかし元々の声に特徴がないため、「変わった声をそのつど作っていかないと仕事にならない」と思い、地声でなかなか勝負できないのがコンプレックスでもあった。『宇宙兄弟』では、古谷やすし役を演じていたが、オーディションを受けた時も、同役は地声に近いイメージだったため、 「自分はちょっと通らないかな」と諦め気味であった。しかし、 「そのままの声で演じていいんだよ」と言ってくれたようで、同役に抜擢された時は嬉しかったという。
趣味はギター、F1観戦、麻雀。特技は大阪弁、神戸弁。

## 出演
太字はメインキャラクター。

### テレビアニメ
1994年
- 赤ずきんチャチャ（1994年 - 1995年、ムーラ・マーサ、リーヤの兄B）

1996年
- こどものおもちゃ（相模玲）
- 水色時代（友人、渡辺中キャプテン、男）
- るろうに剣心 -明治剣客浪漫譚-（宗介、知）

1997年
- ケロケロちゃいむ（コウモリ）
- こちら葛飾区亀有公園前派出所（一男、日向健一、岩渕竜平、神部、中野秀明、ジーニアス 他）
- それいけ!アンパンマン（1997年 - 2021年、ハーモニカくん〈初代〉、シャベルくん、コン太くん、かんぴょう三兄弟三男）
- 超特急ヒカリアン（山手線、ベルニナ）

1998年
- 浦安鉄筋家族（花丸木、フグオの父、地獄くん）
- おじゃる丸（1998年 - 、カタピー、ピーター〈2代目〉、星野パパ〈2代目〉、小心さん、ウクレレさん 他）
- さくらももこ劇場 コジコジ（1998年 - 1999年、やすひこ（青年）、文学君、若者B、うめばちの父、家来B、虎田進）
- セクシーコマンドー外伝 すごいよ!!マサルさん（アフロ）
- ビーストウォーズII 超生命体トランスフォーマー（D・J / トリプルダクス、イカード）
- ロスト・ユニバース（部下B）

1999年
- コレクター・ユイ（市川一太郎）
- 十兵衛ちゃん -ラブリー眼帯の秘密-（隣の席のヤツ）
- 将太の寿司 心にひびくシャリの味（伸太郎）
- 超発明BOYカニパン（グランマニエ）
- デ・ジ・キャラット（1999年 - 2003年、武、ブラックゲマゲマ団、ボクサー、工場長、オバケB 他） - 3シリーズ + 特別編4作品
- HUNTER×HUNTER（第1作）（病犬）
- ビーストウォーズネオ 超生命体トランスフォーマー（ハイドラー）
- ビックリマン2000（イタDEN、デジ亀天帝、ヌル魔UFO、中途半魔、天雷将コズモ 他）
- メダロット（あがたヒカル / 快盗レトルト / 宇宙メダロッターX、ナンテツ）
- モンスターファーム〜円盤石の秘密〜（アラン、ジャアクソウ、デトナレックス、バクー、ジョイ、モスト）

2000年
- トランスフォーマー カーロボット（グッシャー、カウンターアロー）

2001年
- チャンス〜トライアングルセッション〜（医師C）
- テニスの王子様（2001年 - 2022年、太田翔、泉智也、中村善丞、金色小春） - 3シリーズ
- Dr.リンにきいてみて!（泰造）
- 破壊魔定光（自衛官）
- パラッパラッパー（2001年 - 2002年、ガスター）
- 遊☆戯☆王デュエルモンスターズ（2001年 - 2004年、御伽龍児）

2002年
- キ・ファイターテラン（長老）
- キャプテン翼（第3作）（レヴィン）
- 真・女神転生Dチルドレン ライト&ダーク（ダハーカ、ウエルキエル、シュテンドウジ 他）
- デジモンフロンティア（インセキモン、ハニービーモン）
- 満月をさがして（作田、町田）
- ホイッスル!（渋沢克朗）
- ポケットモンスター（ネイティオ）
- ボンバーマンジェッターズ（2002年 - 2003年、ハウジングボンバー、ベアボンバー、カモメボンバー、ワニゲーターボンバー、サボテンダイバーボンバー、アメフトティラノボンバー、マツ、カニバズーカボンバー、ツバメボールボンバー、リーピンウラドラゴン、MA3 他）

2003年
- R.O.D -THE TV-（フランキー）
- GUNSLINGER GIRL -IL TEATRINO-（ルドヴィーコ）
- 金色のガッシュベル!!（野口）
- 魁!!クロマティ高校（2003年 - 2004年、竹之内豊 他）
- ななか6/17（医者、男子A、子分A、不良、クラゲ星人）
- まぶらほ（仲丸由紀彦）

2004年
- ギャラクシーエンジェルX（敵の将軍）
- Get Ride! アムドライバー（マサキ・フジモト）
- ジパング（柏原秀行一尉、梨田健治 他）
- スウィート・ヴァレリアン（ストレス団B）
- DAN DOH!!（川島、セルジオ）
- 陸奥圓明流外伝 修羅の刻（徳川家光、武市半平太）
- レジェンズ 甦る竜王伝説（エド）

2005年
- 韋駄天翔（淳）
- おねがいマイメロディ（2005年 - 2007年、コーちゃん、NOマンに変身した青年） - 3シリーズ
- capeta（源奈臣）
- ガラスの仮面（ユリジェス）
- ギャグマンガ日和（2005年 - 2025年、二階堂、松尾芭蕉、猪八戒、ナレーション、近藤勇 他） - 5シリーズ
- 銀牙伝説WEED（ネロ、武流：ブル）
- 地獄少女（室井伸一）
- シュガシュガルーン（ジルウェット、ひろし）
- 涼風（小早川健二、教師、漫才師）
- 蟲師（しげの父、骨董屋の店主、村人、男）
- 雪の女王（船員）

2006年
- ガンパレード・オーケストラ（武田裕和）
- DEATH NOTE（2006年 - 2007年、松田桃太）
- はぴねす!（上条崇夜）
- 僕等がいた（医師）
- まもって!ロリポップ（ジェフ）
- 妖怪人間ベム（巡査、海堂陸、男、青年、アナウンサー、幹部、警官、ゴブリン）

2007年
- 家庭教師ヒットマンREBORN!（城島犬、ジジ）
- 人造昆虫カブトボーグ V×V（田野倉、宇宙人）
- Mission-E（男、サラリーマン）
- レ・ミゼラブル 少女コゼット（レーグル、旅人）

2008年
- ヴァンパイア騎士（男）
- スケアクロウマン（楽団A）
- ぷるるんっ!しずくちゃん あはっ☆（カレススキー）

2009年
- GA 芸術科アートデザインクラス（保村）
- エリアス ちいさなレスキューせん（チャギー）
- 毎日かあさん（2009年 - 2010年、世界の人々、悪者、おっさん、大地くんパパ、老人 他）

2010年
- クッキンアイドル アイ!マイ!まいん!（実況）
- ハートキャッチプリキュア!（佐藤一二三）
- 遊☆戯☆王5D's（ジャン）

2011年
- 猫神やおよろず（玄〈繭の父〉、社長 / 元社長、A婆）

2012年
- 宇宙兄弟（古谷やすし）
- 獣旋バトル モンスーノ（ハーグレイヴ、副操縦士）
- スマイルプリキュア!（飴屋店員）
- 夏目友人帳 肆（獣面の妖怪）

2013年
- キルラキル（矢車草之助）
- ムシブギョー（鉄丸）

2014年
- 怪盗ジョーカー（村長）

2015年
- 暗殺教室（2015年 - 2016年、岡島大河） - 2シリーズ
- DD北斗の拳2（シュウ）

2016年
- くまみこ（松さん）
- こちら葛飾区亀有公園前派出所 THE FINAL 両津勘吉 最後の日（街の人々）

2017年
- 青の祓魔師 シリーズ（2017年 - 2025年、子猫丸の父 / 三輪猫丞） - 2シリーズ
- アクションヒロイン チアフルーツ（ナンカイクン）
- プリプリちぃちゃん!!（記者くん）
- 信長の忍び（朽木元綱）
- 地獄少女 宵伽（室井伸一）
- THE REFLECTION（青年）

2018年
- Cutie Honey Universe（ポチ校長婦人、医者、バイヤーZ）

2019年
- 名探偵コナン（2020年 - 2023年、出栗未智男、犬丸二朗）
- からかい上手の高木さん2（駄菓子屋のおじさん）

2021年
- 戦闘員、派遣します!（知のリスタ）

2022年
- 令和のデ・ジ・キャラット（2022年 - 2023年、武、熱い誰かの声、ナゾ団①）

2025年
・ギャグマンガ日和GO（松尾芭蕉）

### 劇場アニメ
1995年
- マクロス7 銀河がオレを呼んでいる!（ペルゲン）

1998年
- ビーストウォーズII 超生命体トランスフォーマー ライオコンボイ危機一髪!（DJ）

1999年
- こちら葛飾区亀有公園前派出所 THE MOVIE（思い出の中学生）

2001年
- グッドモーニング・コール（阿部順）
- Di Gi Charat 星の旅（武）

2007年
- 秒速5センチメートル

2009年
- アジール・セッション（オーナー）

2014年
- ジョバンニの島（島民）

2016年
- 遊☆戯☆王 THE DARK SIDE OF DIMENSIONS（御伽龍児）

2022年
- 劇場版 からかい上手の高木さん

### OVA
1998年
- 世紀末リーダー外伝たけし!（父の部下3）

1999年
- 太陽の船 ソルビアンカ（クルーB）

2001年
- R.O.D -READ OR DIE-（フランキー）

2002年
- 学園都市 ヴァラノワール（ファースト）
- ヨコハマ買い出し紀行 -Quiet Country Cafe-（ナイ）

2003年
- Di Gi Charat劇場 ぴよこにおまかせぴょ!

2005年
- カクレンボ（ノシガ）
- 魔女っ娘つくねちゃん（ドクターチョロ松）

2006年
- テニスの王子様 Original Video Animation 全国大会篇（金色小春）

2008年
- デトロイト・メタル・シティ（警察官、DMCファン、MC、消防士B、イエロー、医師）

2009年
- アドリブ王子（ホクロ）

2012年
- 猫神やおよろず（元社長）

### ゲーム
1995年
- おやじハンターマージャン（こてこておやじ）

1997年
- ザ・マスターズ・ファイター（北沢タクヤ）

1999年
- KISSより…（雷、篠沢弘） - SS版
- 子育てクイズ もっとマイエンジェル（少年）

2001年
- メダロット4（ヒカル、快盗レトルト）

2002年
- 帰ってきたサイボーグクロちゃん（スカイ・キル）
- 学園都市 ヴァラノワール（ファースト、シュウ、ガラハド、ミルコ）

2003年
- あしたのジョー 〜まっ白に燃え尽きろ!〜（ビナン・サラワク、鬼姫会、観客、チンピラ）
- ゲゲゲの鬼太郎 シリーズ - 2作品
- 探偵学園Q 奇翁館の殺意（造田公一）
- テニスの王子様 シリーズ（2003年 - 2009年、男主人公：赤月隼人、男主人公：鏡見武蔵、金色小春） - 2作品

2004年
- GUNSLINGER GIRLVolume.III（アーネスト）

2005年
- TOUGH DARK FIGHT（チャルニー・スカパット）

2006年
- ガンパレード・オーケストラ 青の章 〜光の海から手紙を送ります〜（武田裕和）
- 任侠伝 渡世人一代記（丑三つの縁蔵）

2008年
- 家庭教師ヒットマンREBORN!DS フレイムランブル超 燃えよ未来（城島犬）

2010年
- GA 芸術科アートデザインクラスSlapstick WONDER LAND（保村）
- 天下一★戦国LOVERS（千利休）

2011年
- 遊☆戯☆王ファイブディーズ タッグフォース6（ジャン）

2013年
- デジモンアドベンチャー

2016年
- 暗殺教室 アサシン育成計画!!（岡島大河）

2020年
- メダロットS（快盗レトルト）

2021年
- 遊戯王 デュエルリンクス（御伽龍児）

### ドラマCD
- 魁!!クロマティ高校 特別編（2004年、竹之内豊）
- 家庭教師ヒットマンREBORN! DVDvsヴァリアー編 2巻（初回限定版）「骸・闇の向こうに」（2007年、城島犬）

### BLCD
2002年
- ステディースタディ（鶴田真治）
- 僕らの王国（上総）
- 毎日晴天! 1 - 6（阿蘇芳勇太）

2003年
- 君主サマの恋は勝手！（高嶺）
- 君主サマの恋は勝手！ バラエティCD（男性教師）

2004年
- きわどい賭（脅迫者）
- 僕らの王国2
- 僕らの王国バラエティCD

### 吹き替え

#### 映画
- パニック・スクール/冒涜少年団（バズ）

#### アニメ
- エリアス ちいさなレスキューせん（チャギー）
- 王女アナスタシア（アレクサンダー）
- タイニー・トゥーンズ
- ラグラッツ（ハワード）
- 凹凸世界（2019年、超能研究所所長[20]）

### 特撮
- ボイスラッガー（ザガラウスの声）

### ラジオ
- リボラジ! 〜ぶっちゃけリング争奪戦〜 第13話 ゲスト
- テニスの王子様 オン・ザ・レイディオ（マンスリーパーソナリティーのため不定期）

### 実写
- テニプリフェスタ2009
- テニプリフェスタ2011 in 武道館
- テニプリフェスタ2013
- テニプリフェスタ2016〜合戦〜

### 映画
- 妖怪大戦争（妖怪の声）

### その他コンテンツ
- ビーストウォーズII ジョイントロン / トリプルダクス玩具CM（D・J / トリプルダクス）
- アドリブ王子 極付BOX/アドリブ大全集付属ODA（ホクロ）

## ディスコグラフィ

### キャラクターソング
| 発売日   | 商品名                                                                       | 歌                                       | 楽曲                                                                  | 備考                                   |
| 2007年   | 2007年                                                                       | 2007年                                   | 2007年                                                                | 2007年                                 |
| -------- | ---------------------------------------------------------------------------- | ---------------------------------------- | --------------------------------------------------------------------- | -------------------------------------- |
| 11月21日 | テニスの王子様 THE BEST OF RIVAL PLAYERS XXXII Koharu Konjiki & Yuji Hitouji | 金色小春（内藤玲）、一氏ユウジ（熊渕卓） | 「鉄板ソング」                                                        | テレビアニメ『テニスの王子様』関連曲   |
| 2010年   |                                                                              |                                          |                                                                       |                                        |
| 2月17日  | THE PRINCE OF TENNIS 2009.9.6 HOLY GROUND in ARIAKE COLOSSEUM                | 四天宝寺中                               | 「浪速のソーラン節」                                                  | テレビアニメ『テニスの王子様』関連曲   |
| 2011年   |                                                                              |                                          |                                                                       |                                        |
| 10月10日 | Brave heart                                                                  | テじゃ俺300                              | 「テニプリ Fantastic Bazarのテーマ」 「Brave heart」 「TENNIVERSARY」 | テレビアニメ『テニスの王子様』関連曲   |
| 2012年   |                                                                              |                                          |                                                                       |                                        |
| 6月6日   | 愛の目盛り（Lovers The Game）                                                | 金色小春（内藤玲）                       | 「愛の目盛り（Lovers The Game）」                                     | テレビアニメ『新テニスの王子様』関連曲 |
| 6月6日   | More鉄板ソング                                                               | 金色小春（内藤玲）、一氏ユウジ（熊渕卓） | 「More鉄板ソング」                                                    | テレビアニメ『新テニスの王子様』関連曲 |
| 2013年   |                                                                              |                                          |                                                                       |                                        |
| 10月1日  | メガネ☆セブン                                                                | メガネ☆セブン                            | 「メガネ☆セブン」                                                     | テレビアニメ『新テニスの王子様』関連曲 |
| 11月6日  | メガネ☆パーティー                                                            | メガネ☆セブン                            | 「メガネ☆パーティー」                                                 | テレビアニメ『新テニスの王子様』関連曲 |
| 2014年   |                                                                              |                                          |                                                                       |                                        |
| 4月30日  | THE PRINCE OF TENNIS Ⅱ MEMORIAL BEST-PARADE PARADE-                          | テニプリオールスターズ                   | 「We Love TENIPURI」                                                  | テレビアニメ『新テニスの王子様』関連曲 |
| 7月30日  | 新テニスの王子様 THE PRINCE OF TENNIS II SHITENHOJI SUPER STARS              | 金色小春（内藤玲）                       | 「空は小春晴れ❤」                                                     | テレビアニメ『新テニスの王子様』関連曲 |
| 7月30日  | 新テニスの王子様 THE PRINCE OF TENNIS II SHITENHOJI SUPER STARS              | 四天宝寺オールスターズ                   | 「勝手に四天フェスタ」                                                | テレビアニメ『新テニスの王子様』関連曲 |
| 2016年   |                                                                              |                                          |                                                                       |                                        |
| 9月28日  | 暗殺教室 ベストアルバム ～Music Memories～                                   | 3年E組                                   | 「旅立ちのうた」                                                      | テレビアニメ『暗殺教室』挿入歌         |
| 10月1日  | メガネ☆オトコ                                                                | メガネ☆セブン                            | 「メガネ☆オトコ」                                                     | テレビアニメ『新テニスの王子様』関連曲 |
| 10月1日  | メガネ☆アフロ                                                                | メガネ☆セブン                            | 「メガネ☆アフロ」                                                     | テレビアニメ『新テニスの王子様』関連曲 |
| 2017年   |                                                                              |                                          |                                                                       |                                        |
| 8月16日  | メガネ☆アクト                                                                | メガネ☆セブン featuring 三津谷あくと     | 「メガネ☆アクト」                                                     | テレビアニメ『新テニスの王子様』関連曲 |
| 2018年   |                                                                              |                                          |                                                                       |                                        |
| 12月5日  | メガネ☆アルキ                                                                | メガネ☆セブン                            | 「メガネ☆アルキ」                                                     | テレビアニメ『新テニスの王子様』関連曲 |
| 2019年   |                                                                              |                                          |                                                                       |                                        |
| 10月2日  | メガネ☆ダラケ                                                                | メガネ☆セブン                            | 「メガネ☆ダラケ」                                                     | テレビアニメ『新テニスの王子様』関連曲 |

### シリーズ一覧
1. ↑  『デ・ジ・キャラット』（1999年）、『サマースペシャル』（2000年8月22日・23日）、『クリスマススペシャル』（2000年12月16日）、『お花見すぺしゃる』（2001年4月6日）、『なつやすみスペシャル』（2001年8月2・3日）、『ぱにょぱにょデ・ジ・キャラット』（2002年）、『デ・ジ・キャラットにょ』（2003年）
2. ↑  第1作（2001年 - 2005年）、第2作『新テニスの王子様』（2012年）、第3作『新テニスの王子様 U-17 WORLD CUP』（2022年）
3. ↑  第1期（2005年）、第2期『〜くるくるシャッフル!〜』（2006年 - 2007年）、第3期『すっきり♪』（2007年）
4. ↑  第1期（2005年）、第2期『2』（2006年）、第3期『3』（2008年）、第4期『+』（2010年）、第5期『GO』（2025年）[14]
5. ↑  『第1期』（2015年）、『第2期』（2016年）
6. ↑  第2期『京都不浄王篇』（2017年）、第4期『終夜篇』（2025年）
7. ↑  『異聞妖怪奇譚』『逆襲!妖魔大血戦』（2003年）
8. ↑  『SWEAT & TEARS2』（2003年）、『ダブルスの王子様 GIRLS, BE GRACIOUS! & BOYS, BE GLORIOUS!』（2009年）

### 初出話一覧
1. ↑  第5期 第1話初出
2. 1 2  第4期『終夜篇』 第8話初出
3. ↑  第2期 第5話初出

### ユニットメンバー
1. ↑  不二周助（甲斐田ゆき）、金色小春（内藤玲）、鳳長太郎（浪川大輔）、ジャッカル桑原（檜山修之）、甲斐裕次郎（中村太亮）、菊丸英二（高橋広樹）、海堂薫（喜安浩平）、跡部景吾（諏訪部順一）、切原赤也（森久保祥太郎）、白石蔵ノ介（細谷佳正）
2. ↑  忍足侑士（木内秀信）、手塚国光（置鮎龍太郎）、乾貞治（津田健次郎）、木手永四郎（新垣樽助）、柳生比呂士（津田英佑）、金色小春（内藤玲）、越前リョーマ（皆川純子）
3. ↑  白石蔵ノ介（細谷佳正）、千歳千里（大須賀純）、金色小春（内藤玲）、一氏ユウジ（熊渕卓）、忍足謙也（福山潤）、石田銀（高塚正也）、財前光（荒木宏文）、小石川健二郎（日野聡）、遠山金太郎（杉本ゆう）
4. ↑  赤羽業（岡本信彦）、磯貝悠馬（逢坂良太）、岡島大河（内藤玲）、岡野ひなた（田中美海）、奥田愛美（矢作紗友里）、片岡メグ（松浦チエ）、茅野カエデ（洲崎綾）、神崎有希子（佐藤聡美）、木村正義（川辺俊介）、倉橋陽菜乃（金元寿子）、潮田渚（渕上舞）、菅谷創介（宮下栄治）、杉野友人（山谷祥生）、竹林孝太郎（水島大宙）、千葉龍之介（間島淳司）、寺坂竜馬（木村昴）、中村莉桜（沼倉愛美）、狭間綺羅々（斎藤楓子）、速水凛香（河原木志穂）、原寿美鈴（日野未歩）、不破優月（植田佳奈）、前原陽斗（浅沼晋太郎）、三村航輝（高橋伸也）、村松拓哉（はらさわ晃綺）、矢田桃花（諏訪彩花）、吉田大成（下妻由幸）、律（藤田咲）、堀部糸成（緒方恵美）